# Эльвира Гарсия
Эльви́ра Гарси́я (не ранее ноябрь 978 и не позднее ноябрь 979 — не ранее 18 августа 1017, Овьедо) — королева Леона, супруга короля Бермудо II. Регент Леона (совместно с графом Португалии Менендо Гонсалесом) во время малолетства своего сына Альфонсо V в 999—1008 годах.

## Жизнь
Дочь Гарсии Фернандеса, графа Кастилии, и Авы из Рибагорсы. Хотя год её рождения не задокументирован, она, должно быть, родилась незадолго до или после 978 года, поскольку она не фигурирует со своими старшими сестрами, Урракой и Тодой, в учредительном уставе Инфантадо Коваррубиас 24 ноября того года. Её муж, король Леона Бермудо II, приходился ей двоюродным братом, если матерью Бермудо действительно была королева Уррака Фернандес.
Брак был заключён в конце ноября 991 года, их имена стоят вместе на королевских грамотах с 992 года. До Эльвиры Бермудо был женат на Веласките Рамирес в 988—991 годах. Союз между Бермудо и Эльвирой был также союзом между королевством Леон и графством Кастилия, что значительно укрепило корону Леона .
Бермудо II умер в сентябре 999 года. Его преемником стал его сын, несовершеннолетний инфант Альфонсо. 13 октября того же года он был коронован королём Леона, а вдовствующая королева Эльвира стала его регентом. Документ, в котором Альфонсо впервые появляется в роли короля, был подписан его матерью, графом Португалии Менендо Гонсалесом, а также несколькими епископами и магнатами королевства. В 1004 году граф Санчо Гарсия при поддержке своей сестры королевы Эльвиры бросил вызов регентству графа Менендо в отношении своего племянника, молодого короля Альфонсо. Чтобы избежать вооружённого конфликта, оба требовали посредничества кордовского хаджиба аль-Музаффара, чей заместитель вынес решение в пользу Менендо, который продолжал быть регентом короля до своей смерти в октябре 1008 года, после чего Альфонсо стал править самостоятельно.
Тёплые отношения между Альфонсо и его дядей графом Санчо Гарсия закончились в 1014 году, когда член могущественного дома Бану Гомес Муньо Фернандес при поддержке Санчо восстал против короля. «Этот разрыв совпал или, скорее, вызвал отставку королевы Эльвиры в Овьедо, где она умерла осенью 1017 года». Последняя запись об Эльвире датируется 18 августа 1017 года, когда её сын сделал пожертвование на собор Собор Святого Иакова. Она была похоронена в Пантеоне королей в базилике Сан-Исидоро в Леоне.

## Потомки
- Тереза (около 992 — 25 апреля 1039)[10]. Согласно преданиям, она была выдана замуж за «короля исмаилитов» (предполагается, что так в хрониках назван аль-Мансур), но так как Тереза была очень благочестива, её мужа-мусульманина постигла Божья кара — сразу после брачной ночи он тяжело заболел и умер, повелев перед смертью отправить Терезу с богатыми дарами обратно домой[11]. По возвращении в королевство Леон, Тереза стала монахиней монастыря Сан-Пелайо-де-Овьедо[11][12]. В настоящее время историки, опираясь на несоответствие предания хронологии событий конца X века, подвергают сомнению саму возможность заключения подобного брака
- Альфонсо V Благородный (996 — 7 августа 1028) — король Леона (999—1028), самостоятельно с 1007 года
- Пелайо (умер после 1006)
- Санча — монахиня в монастыре Сан-Пелайо-де Овьедо[10].